# محمد بن أحمد الشيباني
محمد بن أحمد الشيباني كان الحاكم شبه المستقل لديار بكر في 898-899، وبعد ذلك عزله الخليفة العباسية.
محمد هو ابن أحمد بن عيسى الشيباني وحفيد عيسى بن الشيخ الشيباني. وباستغلال ضعف الخلافة العباسية بعد اضطرابات "فوضى سامراء"، نجح عيسى وأحمد في ترسيخ مكانتهما كحاكمين مستقلين تقريبًا لديار بكر في الجزيرة. وكان أحمد قد تمكن أيضًا من توسيع سيطرته إلى جنوب إمارة أرمينية وسيطر لفترة قصيرة على الموصل أيضًا، قبل أن يطرده الخليفة المعتضد بالله من المدينة ويجبره على الاعتراف بالسيادة العباسية في عام 893. وظل أحمد مسيطرًا على ديار بكر ومكاسبها الأرمنية، لكنه حرص بعد ذلك على استرضاء الخليفة والظهور بمظهر المخلص له.
وعندما توفي أحمد في عام 898، خلفه محمد في ديار بكر، لكن المعتضد قرر الآن استكمال إعادة خضوع الجزيرة بأكملها للسيطرة الخلافية المباشرة. في عام 899، شن حملة ضد محمد وحاصره في عاصمته آمد من نيسان/أيار حتى حزيران، عندما استسلم محمد مقابل العفو عنه وعن أتباعه. عامل الخليفة محمدًا معاملة حسنة، وبعد أن نصّب ابنه علي المكتفي حاكمًا على الجزيرة، أخذ الأمير الأسير معه إلى بغداد. هناك أُعطي محمد القصر السابق للطاهريين ليكون مقر إقامته. وفي كانون الثاني 900، علم الوزير عبيد الله بن سليمان بن وهب أن محمدًا كان يخطط للهروب، فأُلقي القبض عليه. ولم يُعرف عنه أي شيء آخر بعد ذلك.
لا يزال هناك أثر معروف يُنسب إلى محمد، وهو مئذنة المسجد الجامع الرئيس في ميافارقين.